# Abdoulaye N’Doye
Abdoulaye N’Doye (* 9. März 1998 in Dünkirchen) ist ein französischer Basketballspieler.

## Laufbahn
N’Doye, dessen Vater Oumar ebenfalls Basketball spielte und Profi bei BCM Gravelines war, wurde zunächst am Leistungszentrum Nord-Pas-de-Calais ausgebildet, ehe er in den Nachwuchs des Erstligisten Cholet Basket wechselte. Seine ersten Einsätze in der ersten Liga Frankreichs erhielt er im Spieljahr 2016/17. Im Sommer 2017 unterschrieb er seinen ersten Vertrag als Berufsbasketballspieler und erarbeitete sich in den folgenden Jahren eine zunehmend größere Rolle in der Mannschaft Cholets. In der Saison 2019/20 erreichte er mit 10,1 Punkten, 4,2 Rebounds und 4 Korbvorlagen je Begegnung seine besten statistischen Werte in Cholet.
Im August 2020 wurde er von AS Monaco verpflichtet. Er meldete sich zum Draftverfahren der NBA im November 2020 an, wurde aber von keiner Mannschaft ausgewählt. Mit Monaco errang er im April 2021 den Sieg im Europapokalwettbewerb EuroCup.
Ende September 2021 wurde er von BCM Gravelines verpflichtet. 2022 spielte er für REG in der ruandischen Hauptstadt Kigali und nahm mit der Mannschaft an der Basketball Africa League teil. Zu Beginn des Spieljahres 2022/23 nahm N’Doye ein Angebot von Le Mans Sarthe Basket an. Er wurde zunächst als Ersatz für einen verletzten Spieler geholt, ehe sein Vertrag im Oktober 2022 verlängert wurde. Im Februar 2022 gewann er mit Le Mans den französischen Ligapokal Leaders Cup.

### Nationalmannschaft
Mit Frankreichs U16-Nationalmannschaft wurde er 2014 Europameister, 2018 gewann er mit der U18-Auswahl ebenfalls EM-Gold. Er nahm auch an der U19-WM 2017 sowie der U20-EM 2018 teil.